# 祥明大學
祥明大學（韓語：상명대학교）創立於1937年，位於韓國首爾特別市鐘路區、忠清南道天安市設置校區，是一所綜合型私立大學。

## 簡介
祥明大學象徵的物為梅、鹿、松。祥明大学现设12个单科大学及1所教养大学，6个研究生院，2个科系和74个专业。在校生人数20000多人，专职教员数469人。祥明大学由韩国教育部特性化事业团选定七大学科作为韩国特性化事业，分别为：家族福利学，历史文献学， 知识财产学，国际通商学，佛语教育学，陶瓷原料艺术学，产业设计学，环境造景学，建筑系统工学，信息通信工学，奢侈品学。

## 歷史
- 1937年祥明大學的母體祥明高等技藝學園設立。
- 1965年1月祥明女子師範大學設立，祥明高等技藝學園的後面設置了祥明實踐女學校、祥明女商業學校、祥明高等女學校、祥明女中.高等學校。
- 1965年1月，在正義和愛和真理的理念下使之伸長個性，研究培養德性深度有的學問建設文化創造和福利國家貢獻的認真能幹的英才孕育而成，有了創學精神，祥明女子師範大學正式成立了。
- 1983年祥明女子師範大學改名為祥明女子大學。
- 1985年設置天安校區。
- 1987年升格為大學（University）。
- 1996年變更校名為祥明大學並改為男女共學。在法人關係名下有祥明大學附屬女子高級中學、附屬女子國民中學、附屬小學、附屬幼稚園。

## 著名校友
- 金烔完 (神话 (组合))－演劇學系
- 朴寶劍－新媒體音樂學系 碩士-在學中
- 金曜漢 (X1) －體育學系
- 姜棟元－戲劇電影學系 碩士
- 南智賢 (4minute)－舞蹈學系-在學中
- 張凡俊 (Busker Busker)－漫畫與數位內容系
- 金亨泰 (Busker Busker)－漫畫與數位內容系
- 崔元英－舞台設計系
- 張真英－服裝學系
- 朴率美－電影學系－目前為成均館大學碩士生
- 金載沅－演劇學系－目前為漢陽大學碩士生
- 孫泰英－舞蹈學系
- 高洙－電影學系－目前為電影學碩士生
- 林志恩－戲劇電影學系
- 田慧振－戲劇電影學系 學士
- 張惠珍－體育學系－目前為慶熙大學碩士生
- 裴瑟琪－戲劇電影學系
- 朴世榮－電影學系
- 申多恩－戲劇電影學系
- 洪殷基 (PRODUCE 101 第二季)－演劇學系